# Podabrus fragilis
Podabrus fragilis es una especie de insecto coleóptero de la familia Cantharidae.

## Distribución geográfica
Habita en Japón.